# Alfred Ritscher
Alfred Ritscher (* 23. Mai 1879 in Lauterberg; † 30. März 1963 in Hamburg) war ein deutscher Kapitän und Polarforscher.

## Leben
Nach seiner Schulzeit in Hannover, Cottbus, Darmstadt und Wittenberg, die er mit der Obersekunda abschloss, ging Ritscher nach Bremen. 1897 machte er seine erste Reise als Schiffsjunge auf dem Bremer Vollschiff Emilie. 1903 bestand er sein Steuermannsexamen. Danach diente er als Freiwilliger bei der Kaiserlichen Marine. Ab 1904 diente er bei der Hamburg-Südamerika-Linie. 1907 erwarb er sein Kapitänspatent. Bei der Teilnahme an Marineübungen erhielt er den Dienstgrad eines Reserveoberleutnants zur See. Im November 1911 erhielt Ritscher eine Stelle im Reichsmarineamt in Berlin. Dort war er für das „Seehandbuch-Werk“ im Nautischen Departement zuständig.
Im August 1912 wurde Alfred Ritscher Schiffsführer des Motorkutters Herzog Ernst, der ab dem 5. August 1912 die Deutsche Arktische Expedition unter der Leitung von Herbert Schröder-Stranz von Tromsø aus durch die Nordostpassage nach Spitzbergen verbringen sollte. 1914 erhielt er von Herzog Ernst II von Sachsen-Altenburg das Ritterkreuz I. Klasse des Sachsen-Ernestinischen Hausordens. Den Pilotenschein erwarb Ritscher am 10. Februar 1915 auf dem Flugplatz Johannisthal bei Berlin. Beim Versuch der Durchquerung von Nordostland im Spitzbergen-Archipel scheiterte die Expedition von Schröder-Stranz, da die Ausrüstung der Mannschaft schlecht war, die Wetterveränderungen falsch eingeschätzt wurden und man viel zu spät im Jahr gestartet war. Ritscher gelang es, in einem Alleinmarsch über 210 km in siebeneinhalb Tagen die Siedlung Longyearbyen zu erreichen. Die Suchexpeditionen, die auf seine Meldung über die Schröder-Stranz-Expedition erfolgte, konnten sechs der insgesamt 14 noch vermissten Expeditionsteilnehmer retten.
Im Ersten Weltkrieg stellte Ritscher zwei Marine-Feldflieger-Abteilungen zur Unterstützung der Marine-Einheiten in Flandern auf. Nach dem Krieg war er als selbständiger Kaufmann und 1925 als Spezialist für Luftnavigation bei der Lufthansa tätig. Im Jahr 1931 war er Kapitän auf großer Fahrt.
Alfred Ritscher ließ sich 1934 von seiner jüdischen Frau, der Malerin Susanne Ritscher geb. Loewenthal scheiden, anscheinend um die im Kriegsministerium angestrebte Karriere nicht zu gefährden. Er ging eine zweite Ehe ein und wurde erneut Vater, der Kontakt zu seinen Kindern aus erster Ehe wurde nie mehr aufgebaut.
1929 kehrte Ritscher in das Reichsmarineamt zurück. Er wurde 1934 Regierungsrat im Oberkommando der Kriegsmarine und 1938 Expeditionsleiter der Deutschen Antarktischen Expedition 1938/39 mit dem Auftrag, einen Stützpunkt für die deutsche Walfangflotte im Südpolarmeer einzurichten und die dafür notwendige Lufterkundung und Landnahme der Antarktis durchzuführen. Bei dieser Expedition wurde ein Gelände von etwa 600.000 km² mit zwei Flugbooten vom Typ Dornier Do J II überflogen, die vom Dampfkatapult des Expeditionsschiffs Schwabenland aus starteten. Mit Reihenbildkameras wurden etwa 11.000 detaillierte Luftaufnahmen gemacht.
Alfred Ritscher bereitete eine weitere Expedition mit verbesserten, leichteren Flugzeugen auf Kufen vor, die wegen des Ausbruchs des Zweiten Weltkrieges jedoch nicht durchgeführt wurde. Zudem musste Ritscher selbst Anfang Januar 1941 als Kapitän zum Kriegsdienst im Ärmelkanal antreten. Während des Krieges geriet er in britische Kriegsgefangenschaft und wurde im August 1945 entlassen.
Nach dem Zweiten Weltkrieg wurde Ritscher im Jahr 1949 im Rahmen seines Entnazifizierungsverfahrens als Entlasteter der Kategorie V eingestuft.
Von dem Jahr 1951 an wirkte Ritscher weiter als erster Vorsitzender der „Vereinigung zur Förderung des Archivs für Polarforschung e. V.“, die 1959 in Deutsche Gesellschaft für Polarforschung e. V. umbenannt wurde.
Er starb am 30. März 1963 in Hamburg und wurde in Bad Lauterberg beigesetzt.

## Auszeichnungen
- 1959: Großes Bundesverdienstkreuz[11]
- 1959: Silberne Kirchenpauer-Medaille der Geographischen Gesellschaft in Hamburg[12]
- Der Ritschergipfel und das Ritscherhochland in Ostantarktika sowie der Ritscher-Canyon im Südpolarmeer wurden nach ihm benannt.

## Werke
- Vorbericht über die Deutsche Antarktische Expedition 1938/39. - Ann. Hydrogr. u. Marit. Meteorol. 67, August-Beiheft. Darin: Übersichtstafel von dem Arbeitsgebiet der Deutschen Antarktischen Expedition 1938–39: Neuschwabenland: 1:1.500.000 - 1. Ausgabe Mai/Juni 1939.
- Deutsche Antarktische Expedition 1938/39 mit dem Flugzeugstützpunkt der Lufthansa A.G. M.S. „Schwabenlan“. - 1. Band, Wissenschaftliche und fliegerische Erlebnisse, Koehler & Amelang; Leipzig 1942.
- Deutsche Antarktische Expedition 1938/39 mit dem Flugzeugstützpunkt der Lufthansa A.G. M.S. „Schwabenland“. - 2. Band, Wissenschaftliche Ergebnisse. Geographisch-Kartographische Anstalt „Mundus“; Hamburg 1954–58.